# Borat: učenje o amerika kultura za boljitak veličanstveno država Kazahstan
Borat: učenje o amerika kultura za boljitak veličanstveno država Kazahstan (eng. Borat: Cultural Learnings of America for Make Benefit Glorious Nation of Kazakhstan) je parodija Larryja Charlesa u kojoj glavnog lika, Borata, tumači Sacha Baron Cohen. Film je objavljen na jesen 2006. godine.

## Radnja
Na početku filma, Borat nas upoznaje sa svojim rodnim selom Kuzcekom u Kazahstanu i njegovim stanovnicima. Među stanovnicima istuču se lokalni silovatelj, ujedno i Boratov otac, lokalnim klesarom, njegovom majkom, nastarijom ženom u selu (ima 43 godine), njegovom sestrom, 4. najboljom prostitutkom u Kazahstanu, Boratov susjed koji, kako ga Borat sam naziva je "šupčina", uvijek kupuje iste stvari kao on, te Boratova žena Oksana, čiji je otac također lokalni silovatelj. Borat nam tada otkriva da ga je Kazahstansko ministarstvo informacija posalalo u SAD da pokupi neke kulturne običaje amerikanaca. kao izvrstan reporter Borat prihvaća zadatak, no prije toga nam pokazuje jedan od njegovih zadataka s takozvanoga "Lova na Židove" u kojem su židovi prikazani kao zelena rogata čudovišta velikih glava koja nesu jaja. No Borat se na put odlučio uputiti sa svojim prijateljem Azamatom. Njih dvoje kreću na put u automobilu kojeg vozi maloljetnik, a vuče konj. Dok je bio u selu Borat nam otkriva da voli sunčanje, disko i još neke druge stvari. Kada Borat napokon stiže na JFK aerodrom u New Yorku upoznaje nas s Amerikom koju on zove SA i D (na engleskom US & A). Na ulicama New Yorka trči za ljudima i ljubi ih, obavlja nuždu ispred hotela i još izvodi još mnoge smiješne događaje. Prva stvar koju je Borat išao naučiti je američki smisao za humor. Borat u svojoj hotelskoj sobi dobije kabelsku televiziju i gleda seriju Baywatch te tu gleda Pamelu Anderson u koju se zaljubljuje. Borat tada odlučuje otići u Kaliforniju da upozna Pamelu i da osvoji njezin vagin. Ide kupiti automobil i tu "izrešeta" prodavača glupim pitanjima, i hoće kupiti automobil od 52,000$ za 650$. Prodavač mu za 700$ daje rabljeni automobil, to jest rabljeni kamion za prodavanje sladoleda. Borat tada sa svojim prijateljem ide u mnoge gradove u SA i D-u u kojima mu se događaju razne zgode. Naišao je na židove, htio kupiti oružje za samoobranu, kupio crnog medvjeda, učio bonton, te upoznao prostitutku. Kada su odsjeli u hotelu Borat je uhvatio Azamata kako izvršava potrebu nad slikom Pamele Anderson. Onda su se njih dvojica putukli goli i trčali po hotelu dok nisu uhićeni. Sutradan Borat je ostao sam s kamionom, svojim pijetolm, putnom kartom i vodičem kroz seriju Baywatch. On tada ide do Kalifornije. Na putu susreće grupu tinejdžera, pušta svog pijetla i postaje kršćanin. Kada stigne u Kaliforniju, gdje ponovno susreće Azamata odijevenog u Ollia (za kojeg je Borat mislio da je Hitler) i oprašta mu odlazak, odluči pronaći Pamelu. Borat ga je upitao što je s medvjedom, kojeg je nazvao Oksana po svojoj ubijenoj i silovanoj ženi, koju je ubio medvjed, a on mu je rekao da je pobjegao, što je bila obična laž jer se u frižideru u Azamatovoj sobi vidjela medvjeđa glava. Na kraju Borat je ostvario svoj cilj, upoznao Pamelu i pokušao ju je oteti, no bezuspješno. No kada mu je taj pokušaj propao vratio se već prije upoznatoj prostitutki i oženio se njome. On se tada vraća u Kuzcek gdje se sve promijenilo osim njegova susjeda, koji je po Boratu i dalje "šupčina". Film završava tako što nam cijelo selo Kuzcek maše, a Borat izgovara svoju poznatu frazu dzenkujem (,,hvala" na poljskom).

## Nagrade
- Osvojen Zlatni globus (najbolji glavni glumac u komediji ili mjuziklu Sacha Baron Cohen) i jedna nominacija (najbolji film - komedija ili mjuzikl)
- Nominacija za Writers Guild of America (najbolji scenarij)

## Izbačene scene
Nekolicina scena je izbačena prije službenog izdavanja filma i puštena na YouTube na kraju rujna. Scene prikazuju Borata kako moli tradicionalnu kazahstansku molitvu, a kada je pokušao i drugi put uhvatila ga je Dallaška policija, druge scene ga prikazuju u trgovini, u zatvoru i kako govori doktoru koje spolno prenosive bolesti ima.

## Glazba iz filma
Glazba iz filma izdana je 24. listopada 2006. na iTunesu, a 31. listopada i na CD-u.

## Vanjske poveznice
- Službena stranica
- Borat u internetskoj bazi filmova IMDb-a
- Recenzija na filmski.net  Arhivirana inačica izvorne stranice od 13. studenoga 2006. (Wayback Machine)
- Borat's page at MySpace

### Fan stranice
- Unofficial Borat Website  Arhivirana inačica izvorne stranice od 14. prosinca 2020. (Wayback Machine)
- Fan site review of the movie  Arhivirana inačica izvorne stranice od 6. studenoga 2006. (Wayback Machine)

### Isječci
- Isječci:

- Trailer, apple.com
- Trailer G, apple.com
- Trailers  Arhivirana inačica izvorne stranice od 10. studenoga 2006. (Wayback Machine), movies.yahoo.com
- Prve 4min filma